# キングダム 大将軍の帰還
『キングダム 大将軍の帰還』（キングダム だいしょうぐんのきかん）は、2024年7月12日に公開された日本映画。原作は原泰久の漫画『キングダム』。主演は山﨑賢人で、2023年に公開された映画『キングダム 運命の炎』の続編である映画キングダムシリーズ第4弾にしてシリーズ最終章。また、各種ラージフォーマットとしてIMAX、MX4D、4DX、Dolby Cinemaの他、シリーズ初となるScreenX及びULTRA 4DXでの上映も行われた。

## 概要
2023年9月12日、本作出演者の山﨑、吉沢亮の2人より前作『運命の炎』の続編となる第4弾の公開が正式に発表された。12月13日、本作の続編であるシリーズ第4弾『キングダム 大将軍の帰還』が2024年7月12日に公開される事が発表された。

## あらすじ
敵将・馮忌を討ち取った夜、喜びを分かち合っていた飛信隊の前に謎の男が現れ、次々と仲間たちを殺害する。その男は、存在が隠されていた趙国の総大将・龐煖だった。自らを「武神」と名乗る龐煖の圧倒的な力の前に、飛信隊の仲間たちは次々と命を落とし、信と羌瘣も必死に戦うが、二人とも重症を負って戦闘不能となる。さらに、趙将・万極の夜襲を受けた飛信隊は、重傷を負い意識を失った信を守りながら決死の脱出劇を試みる。
尾平・尾到の兄弟は、仲間たちに逃がされ重傷を負いながらも信を担ぎ逃げるが、血の痕跡で追跡されてしまうことを恐れ、尾平は2手に分かれて逃げることを決断する。尾平から信を託された
信が目覚めると、草むらに信と尾倒がふたりで寝転んでいた。戦況や仲間たちの状況が気になる信に尾倒は「今は楽しい話がしたい」と言い出し、しばらくして尾倒が「少し眠ろう」と提案。しかし、尾倒の傷はひどく、命尽きてしまった。
次の日の朝、再集結を果たした飛信隊であったが、夜襲によって隊員は尾倒を含め半分以上を失い、36人になってしまった。一方、敵陣に突撃した蒙武は龐煖の姿を見つけこれを追う。その後、蒙武は龐煖を仕留めるがこれは偽物であり、蒙武軍は敵襲に囲まれてしまう。
その戦局を見守っていた王騎は、趙に潜むもう一人の化け物の存在を早々に感じ取っていた。
その頃、王宮に楊端和が訪れ、ある事実を話す。
山の民の勢力は玉座奪還以降、かつてなく強大になり、北の騎馬民族（匈奴）とぶつかる所まで広がった。その匈奴を討つべく向かうが、そこには十万を超える匈奴の屍があった。楊端和によると匈奴十万を殺したのは趙軍だという。
しかし、趙の十万規模の大戦を行ったという話は昌文君はおろか咸陽にも伝わっていなかった。嬴政は北に強力な軍隊がいる事を隠すために趙が情報封鎖をして今の秦・趙の戦いに横から参入させると勘づき青ざめる。楊端和は「これを考え実践している者は恐ろしい策略家だ。匈奴の生き残りから聞き出したその男の名は、李牧だ」と教える。もう一人の化け物とは河了貂たちと共に丘の上から見学していた李牧だった。
追い込まれた蒙武軍は活路が見いだせず苦戦していたが、ギリギリのところで王騎本軍が到着。開戦の口火を切ったのは騰率いる騎馬隊。騰は趙の左軍を叩きに行く。そこに飛信隊も戦いへ参加。戦いが進むにつれて王騎はついに龐煖との一騎打ちに。序盤は互角に戦う王騎と龐煖たが、龐煖が摎の名前を口にしたとたん、王騎の動きが変わる。
同じ頃、王都・咸陽では昌文君から政に、摎に関する驚きの過去が明かされた。
昌文君は昭王が王だった若かりし頃、王騎の軍と共に戦うことになった。王騎の軍には王騎の屋敷の召使いの子である摎がいた。
ある戦において、王騎が代理の総大将に任命され、王騎は昌文君を呼び出す。そこで王騎の口から語られたのは摎は昭王の子だったという衝撃の事実だった。
戦が終わり昭王と摎が対峙する瞬間がきたとき、2人は自分たちが親子であることに気づくが、その事実は固く閉ざされた。  
摎は多くの戦歴を残し、六人目の六大将軍となる。昌文君はある時、摎の戦う理由について尋ねた。すると摎から帰ってきた答えは子供の頃に交わした摎が100個の城を落とした際には王騎のお嫁にしてもらうというたわいもない子供の約束だった。当然王騎は覚えていないと思っていた摎だったが、99の城を落として100個目の城・馬陽を落とす際、摎が総大将、王騎が副将を務めることになった。王騎は開戦前、摎の陣営により、「いよいよ最後の一つですね」と話す。しかし、馬陽の戦において摎が龐煖に討たれ、命を落としてしまう。摎への想いを糧にして龐煖に立ち向かう王騎であった。
摎への想いを胸に龐煖を圧倒する王騎。今にもトドメを刺そうかという時、地鳴りが起こる。振り返ると、見渡す限りの趙軍の騎馬が。王騎の計算では援軍が来る前に戦いを終わらせるつもりだった。が李牧の方が1枚上手だった。
李牧軍の騎馬隊の第一陣が突撃し、王騎や王騎軍は敗北が目の前にあることを感じていた。脱出のため、龐煖を足止めする王騎。しかし龐煖もただではやられない。戦いが長引く中、李牧軍の魏加(ぎか)が動き出す。
王騎は龐煖を圧倒し、決着をつけようかというまさにその瞬間、魏加の矢が王騎の背に刺さる。太刀筋が乱れた王騎の矛は逸れ、逆に龐煖の矛が深々と王騎の胸に突き刺さった。
魏加は信によって斬り伏せられたが、王騎が胸を突き刺され戦意喪失してしまう王騎軍。しかし、当の王騎は諦めず。
信が王騎と龐煖の間に入ったことで一騎打ちは終わり、王騎を担いで馬に乗って逃げる信。途中王騎は信に対して将軍の見る景色だとアドバイスをする。
なんとかして趙の包囲網を抜けた王騎軍と蒙武。王騎は瀕死の状態で自分の後を追うことを禁じ、騰に軍の全権を譲る。蒙武にはこれから秦の軍の顔となるようアドバイスをする。最期に信に対しては素質はあると言い残し、自身の矛を信に渡して息絶えた。
王騎の死はすぐに咸陽にも伝わる。政は昌文君に対し、出陣前の王騎が伝えた昭王の遺言の内容を明かしていた。また、王騎は前王には昭王の遺言を伝えてはいなかった。王騎は政を仕えるに値する王であると感じて政に昭王の遺言を伝えたのだ。政と昌文君は王騎を思い涙した。
王騎の亡骸と共に王騎軍や飛信隊が咸陽に戻るが、みな王騎を失ったことへの悲しみと戦いの疲れで下を向いていた。そんな時、信が隊の全員に「皆、顔を上げろ。馬陽は守られたから下を向くな。顔を上げて王騎将軍と一緒に城へ帰るんだ」と演説する。兵達は歓声を上げる。信は王騎の矛を持つ。
嬴政は「正門を開けよ。これより王騎将軍が帰還する」と伝える。信は手を前に向け「全軍、前進」と合図し、帰還の途についた。

## キャスト
- 信：山﨑賢人[7][8]
- 嬴政 / 漂：吉沢亮[7][8]
- 河了貂：橋本環奈[7][8]
- 羌瘣：清野菜名[7][8]
- 万極：山田裕貴[7][8]
- 尾平：岡山天音[7][8]
- 尾到：三浦貴大[7][8]
- 澤圭：濱津隆之[7]
- 沛浪：真壁刀義[7]
- 竜川：佳久創[9]
- 渕：田中美央[7]
- 爽悦：青木健[9]
- 輝蓮：栄信[9]
- 章：久保勝史[9]
- 丹：竜二[9]
- 蒙毅：萩原利久[7]
- カイネ：佐久間由衣[7]
- 魏加：金児憲史[9]
- 友里：村川絵梨[7]
- 東美：桜井日奈子[9]
- バジオウ：阿部進之介[9]
- 摎：新木優子[2][7][8]
- 龐煖：吉川晃司[7][8]
- 昌文君：髙嶋政宏[7][8]
- 騰：要潤[7][8]
- 肆氏：加藤雅也[7][8]
- 干央：高橋光臣[7][8]
- 蒙武：平山祐介[7][8]
- 重臣：信太昌之[9]
- 軍司：岩谷健司[9]
- 李牧軍武将：森岡豊[9]
- 趙荘軍武将：本田大輔、平井真軌、菅原卓磨、小林峻[9]
- 万極軍武将：日野誠二[9]
- 趙兵：関口晴雄、宮崎敏行[9]
- 王騎兵：ジャン・裕一、鳥谷宏之、清水ヨネタロウ、河野安郎[9]
- 騰副官：政修二郎[9]
- 王騎歩兵：関幸治、浅見紘至[9]
- 王宮伝令：鈴木信二[9]
- 李牧軍伝令1：荒木貴裕[9]
- 李牧軍伝令2：新澤明日[9]
- 趙荘軍伝令：大河日氣、石川啓大[9]
- 文官：山本啓之[9]
- 昌文君家臣：佐藤一平[9]
- 山の民：田口純平[9]
- 昴の母：秋場千鶴子[9]
- 昴の祖母：たくみさよ[9]
- 宮女：佐藤玲[9]
- 紫夏：杏[9]
- 馮忌：片岡愛之助[9]
- 有義：やべきょうすけ[9]
- 有カク：町田大和[9]
- 趙荘：山本耕史[7][8]
- 昭王：草刈正雄[7][8]
- 楊端和：長澤まさみ[7][8]
- 昌平君：玉木宏[7][8]
- 呂不韋：佐藤浩市[7][8]
- 李牧：小栗旬[7][8]
- 王騎：大沢たかお[7][8]

## スタッフ
- 原作：原泰久『キングダム』（集英社『週刊ヤングジャンプ』連載）[3]
- 監督：佐藤信介[3][7][8]
- 脚本：黒岩勉、原泰久[3][7][8]
- 音楽：やまだ豊[3][7][8]
- 製作：瓶子吉久、澤桂一、桑原勇蔵、門屋大輔、市川南、松本拓也、松橋真三、弓矢政法、杉浦修、名倉健司、本間道幸、舛田淳[7][8]
- エグゼクティブプロデューサー：大好誠、飯沼伸之[7][8]
- プロデューサー：松橋真三、森亮介、北島直明、高秀蘭、里吉優也[7][8]
- ラインプロデューサー：毛利達也、濱崎林太郎[7][8]
- 撮影：佐光朗（J.S.C.）[7][8]
- 美術：小澤秀高[7][8]
- 照明：加瀬弘行[7][8]
- 録音：横野一氏工[7][8]
- アクション監督：下村勇二[7][8]
- Bカメラ：田中悟[7][8]
- 装飾：青山宣隆、秋田谷宣博[7][8]
- 編集：今井剛[7][8]
- VFXスーパーバイザー：小坂一順、神谷誠[7][8]
- 音楽プロデューサー：千田耕平[7][8]
- サウンドデザイナー：松井謙典[7][8]
- スクリプター：吉野咲良、田口良子[7][8]
- 衣装・甲冑デザイン：宮本まさ江[7][8]
- かつら：濱中尋吉[7][8]
- ヘアメイク：本田真理子[7][8]
- 特殊メイクキャラクターデザイン / 特殊造形デザイン統括：藤原カクセイ[7][8]
- ホースコーディネーター：辻井啓伺[7][8]
- 操演：関山和昭[7][8]
- キャスティング：緒方慶子[7][8]
- 助監督：李相國[7][8]
- 制作担当：斉藤大和、鍋島章浩、堀岡健太[7][8]
- 中国史監修：鶴間和幸[7][8]
- 原作協力：集英社 週刊ヤングジャンプ編集部（増澤吉和、大沢太郎）[10]
- Music Director：宮川阿子[10]
- 音楽制作：CURRENT[10]
- 音楽コーディネート：平川智司[10]
- 宣伝プロデューサー：森田道広、飯島真知子[8]
- 配給：東宝、ソニー・ピクチャーズ エンタテインメント[7][8]
- 制作プロダクション：CREDEUS[8]
- 製作幹事：集英社、日本テレビ放送網[8]
- 製作：映画「キングダム」製作委員会（集英社、日本テレビ放送網、ソニー・ピクチャーズ エンタテインメント、東宝、読売テレビ放送、CREDEUS、ジェイアール東日本企画、東急エージェンシー、博報堂、ぴえろ、LINEヤフー、札幌テレビ放送、宮城テレビ放送、静岡第一テレビ、中京テレビ放送、広島テレビ放送、福岡放送）[8]

## 音楽

### 主題歌
「Delusion：All」（Fueled by Ramen / Warner Music Japan）
プロデュース：Dan Lancaster / 作詞：Dan Lancaster、Taka、Jason Aalon、Derek Tyler Carter / ミックス：Zakk Cervini at MDDN Studios / 歌：ONE OK ROCK

### サウンドトラック
2024年7月10日に「映画『キングダム 大将軍の帰還』オリジナル・サウンドトラック」（CD、配信、#1～#33）が発売された。作曲はやまだ豊が担当している。

#### 収録曲
| 全作曲: やまだ豊。 |                                       |       |            |       |
| #                  | タイトル                              | 作詞  | 作曲・編曲 | 時間  |
| 1.                 | 「KINGDOM IV: RETURN OF THE GENERAL」 |       | やまだ豊   | 21:35 |
| 2.                 | 「ORISONS」                           |       | やまだ豊   | 4:55  |
| 3.                 | 「VOWS」                              |       | やまだ豊   | 4:05  |
| 4.                 | 「INEXORABLE」                        |       | やまだ豊   | 8:21  |
| 5.                 | 「PENUMBRA」                          |       | やまだ豊   | 7:25  |
| 6.                 | 「FATEFUL DUEL」                      |       | やまだ豊   | 3:57  |
| 7.                 | 「RIBOKU」                            |       | やまだ豊   | 5:01  |
| 8.                 | 「AWE」                               |       | やまだ豊   | 6:31  |
| 9.                 | 「BROTHERHOOD」                       |       | やまだ豊   | 4:19  |
| 10.                | 「KINGDOM IV: DREAMS」                |       | やまだ豊   | 9:54  |
| 合計時間:          | 合計時間:                             | 76:03 |            |       |

| 全作曲: やまだ豊。 |                                       |       |            |      |
| #                  | タイトル                              | 作詞  | 作曲・編曲 | 時間 |
| 1.                 | 「PATH OF SACRIFICE」                 |       | やまだ豊   | 6:57 |
| 2.                 | 「BROKEN PROMISES」                   |       | やまだ豊   | 1:19 |
| 3.                 | 「BROKEN PROMISES」                   |       | やまだ豊   | 5:46 |
| 4.                 | 「THREE GREAT HEAVENS」               |       | やまだ豊   | 7:55 |
| 5.                 | 「RISE」                              |       | やまだ豊   | 4:14 |
| 6.                 | 「LAST CHARGE」                       |       | やまだ豊   | 3:44 |
| 7.                 | 「FORESIGHT」                         |       | やまだ豊   | 8:05 |
| 8.                 | 「KINGDOM IV: LAST BREATH」           |       | やまだ豊   | 9:43 |
| 9.                 | 「KINGDOM IV: MAIN TITLE」            |       | やまだ豊   | 7:02 |
| 10.                | 「KINGDOM -戦- (IV MIX)」             |       | やまだ豊   | 2:21 |
| 11.                | 「TRANSCENDING LIMITATIONS (IV MIX)」 |       | やまだ豊   | 4:32 |
| 12.                | 「UNITED FRONT (IV MIX)」             |       | やまだ豊   | 8:24 |
| 合計時間:          | 合計時間:                             | 70:02 |            |      |

| 全作曲: やまだ豊。 |                                      |       |            |       |
| #                  | タイトル                             | 作詞  | 作曲・編曲 | 時間  |
| 1.                 | 「GENESIS -KINGDOM- (IV MIX)」       |       | やまだ豊   | 14:12 |
| 2.                 | 「INNER SHADOWS (IV MIX)」           |       | やまだ豊   | 4:52  |
| 3.                 | 「VANISHING LIGHT (IV MIX)」         |       | やまだ豊   | 3:24  |
| 4.                 | 「KYOU KAI -MIBU- (IV MIX)」         |       | やまだ豊   | 3:08  |
| 5.                 | 「FIERCE BATTLE (IV MIX)」           |       | やまだ豊   | 4:19  |
| 6.                 | 「THE INDOMITABLE WARRIOR (IV MIX)」 |       | やまだ豊   | 4:42  |
| 7.                 | 「THE GENERAL (IV MIX)」             |       | やまだ豊   | 9:23  |
| 8.                 | 「TROOPS (IV MIX)」                  |       | やまだ豊   | 4:00  |
| 9.                 | 「ASSASSIN RE (IV MIX)」             |       | やまだ豊   | 4:02  |
| 10.                | 「GATE (IV MIX)」                    |       | やまだ豊   | 6:52  |
| 11.                | 「KYOU KAI -ALT VER.- (IV MIX)」     |       | やまだ豊   | 9:05  |
| 合計時間:          | 合計時間:                            | 67:59 |            |       |

## テレビ放映
| 回数 | 放送局     | 放送枠           | 放送日        | 放送時間    | 放送分数 | 平均世帯 視聴率 | 備考                        |
| ---- | ---------- | ---------------- | ------------- | ----------- | -------- | --------------- | --------------------------- |
| 1    | 日本テレビ | 金曜ロードショー | 2025年7月11日 | 19:56-22:54 | 178分    | 6.9%            | 地上波初放送 本編ノーカット |

- 地上波放送・関東地区のみ記載。
- 視聴率はビデオリサーチ調べ。関東地区でのデータ。